# Plattkofel
Der Plattkofel (italienisch Sasso Piatto, ladinisch Sas plat) ist ein 2964 m hoher Berg in der Langkofelgruppe in den Grödner Dolomiten an der Grenze zwischen Südtirol und Trentino, Italien. Der Name nimmt Bezug auf die platte, zur Seiser Alm hin orientierte Westflanke.

## Lage und Beschreibung
Der Plattkofel ist der südwestlichste Berg der Langkofelgruppe zwischen Gröden in Südtirol und dem Fassatal im Trentino. Während die namengebende Süd-Westflanke recht ebenmäßig und verhältnismäßig flach zum Gipfelgrat ansteigt, bricht die Nordseite mit schroffen Wänden unvermittelt steil zum Plattkofelkar ab. Dazu gesellen sich einige Türme, der bekannteste ist der Plattkofelturm (2691 m), der von der Langkofelhütte gut zu sehen ist.
Der grob in Nordwest-Südost-Richtung verlaufende Gipfelgrat weist drei Gipfelpunkte auf. Der touristisch bedeutendste ist der über markierte Steige erreichbare Mittelgipfel (2958 m) mit einem Gipfelkreuz. Der höchste Punkt des Bergs findet sich jedoch am Südostgipfel mit einer Höhe von 2964 m, während der Nordwestgipfel eine Höhe von 2954 m aufweist.
Am Mittelgipfel grenzen die drei Gemeinden Kastelruth, St. Christina in Gröden (beide Südtirol) und Campitello di Fassa (Trentino) aneinander.

## Alpinismus
Der Plattkofel ist der einzige Berg der Langkofelgruppe, der sich erwandern lässt. Der viel genutzte Steig Nr. 527 führt von der Plattkofelhütte über die Westflanke zum Mittelgipfel. Der Weg führt über die charakteristische, breite und recht gleichmäßig geneigte Westflanke auf den Gipfel. Der zu überwindende Höhenunterschied beträgt 1260 m und es ist mit einer reinen Gehzeit von 7 Stunden zu rechnen. Dafür bietet sich vom Gipfel eine gute Rundumsicht. Diese Tour wird nur für ausdauernde und trittsichere Wanderer bei guten Wetter empfohlen.
Es gibt auch einen Klettersteig am Plattkofel: den „Oskar-Schuster-Steig“, der einen Höhenunterschied von 1090 m überwindet, mittlere Schwierigkeiten (B/C, I+) und außer bei Vereisung keine wirklich heiklen Passagen aufweist. Dafür ist er relativ lang, es ist von einer Gesamtzeit von 7 Stunden auszugehen.
Die beliebteste Klettertour am Plattkofel ist die „Solda“ (UIAA 6, 300 m, 14 Seillängen), es werden 4 bis 5 Stunden reine Kletterzeit benötigt. Diese Kletterführe wurde von Gino Solda und Franco Bertoldi a, 23. und 24. Juli 1936 erstbegangen. Sie befindet sich am Ersten Plattkofelturm und dort in der Nord-Ost-Wand.

Plattkofel. Historisches Luftbild von Werner Friedli (1957)